# أرنولف الثالث، كونت فلاندرز
أرنولف الثالث (توفي. في 22 فبراير 1071)؛ كان كونت فلاندرز لسنة واحدة من 1070 إلى وفاته في 1071.

## حياته
ولد حوالي.1055 كان أرنولف الأبن البكر لـ بالدوين السادس، كونت فلاندرز وريتشيلد، كونتيسة هينو ومونس، وهو على فراش الموت، اعطى فلاندرز لـ أرنولف، وهينو لأبنه الثاني بالدوين، وإذا توفى أحدهما أولا ورث أخر المقاطعات كلها، وأيضا كلف شقيقه الأصغر روبرت الفريزي بضمان حماية على أبنائه، وأعطى روبرت اليمين للوالدة، التي ستصبح الوصية حتى بلوغ أرنولف.
بعد وفاة والده في 1070 قام عمه روبرت الفريزي بقطع يمينه وبدأ بـ مطالبة بالخلافة، ناشدت ريتشيلد فيليب الأول ملك فرنسا الذي استدعى للمثول أمامه، رفض روبرت ذلك وواصل عدوانه على ريتشيلد وأرنولف، وعنده جمع فيليب الأول جيشه وجلبه إلى فلاندرز، رافق الجيش الفرنسي بعض القوات من نورمان التي أرسلتهم عمته الملكة ماتيلدا بقيادة ويليام فيتزأوسبرون، وأيضا كان أرنولف متحالف مع يوستاس الثاني، كونت بولوني، والتقت القوات في معركة كاسيل في 22 فبراير 1071، خلال هذه المعركة انتصر قوات روبرت في نهاية المطاف، ولكن روبرت تم القبض عليه وأيضا قواته قبضت على الكونتيسة ريتشليد أيضا لاحقا تم مقايضة بينهما، وكانت من نتائج الحرب وفاته على يد جيربود الفلمنكي، إيرل تشستر الأول، ربما يكون عن طريق الصدفة، وبذلك استطاع روبرت الحاكم بلا منازع، في حين عادت ريتشيلد وأبنها الثاني بالدوين إلى هينو، ومع ذلك واصلت ريتشيلد أعمال العنف ضد روبرت، بحيث كان قاصراً لم يتزوج أبداً وليس لديه الذرية.